# گورچوییه
گورچوییه، روستایی است از توابع  شهرستان کرمان در استان کرمان ایران.

## جمعیت
این روستا در دهستان کویرات قرار داشته و براساس آخرین سرشماری مرکز آمار ایران که در سال ۱۳۸۵ صورت گرفته، جمعیت آن ۵۳۹نفر (۱۲۸خانوار) بوده‌است.